# فيليب آرثر فيشر
فيليب آرثر فيشر (بالإنجليزية: Philip Arthur Fisher)‏ هو كاتب واقتصادي أمريكي، ولد في 8 سبتمبر 1907 في سان فرانسيسكو في الولايات المتحدة، وتوفي في 11 مارس 2004.